# سوپاپ رو

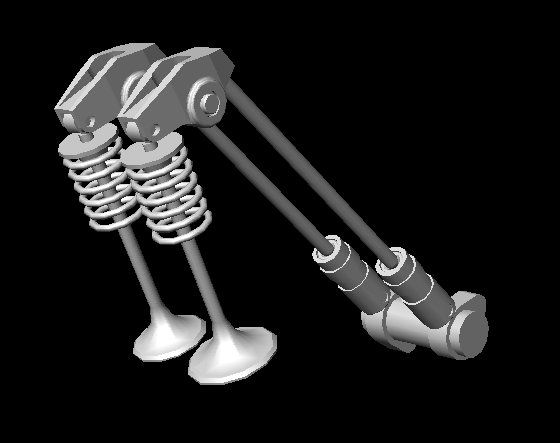
اجزای سامانه سوپاپ رو

موتور سوپاپ رو (به انگلیسی: Overhead valve) (مخفف انگلیسی: OHV) یکی از انواع موتورهای درون‌سوز است که این نوع نسبت به موتور سر صاف قدیمی عملکرد بهتری دارد و سوپاپها در بالای بلوک سیلندر و زیر محفظه سرسیلندر قرار دارند.